# Zabrđe, Novi Pazar
Zabrđe (izvirno srbsko Забрђе) je naselje v Srbiji, ki upravno spada pod Mesto Novi Pazar; slednja pa je del Raškega upravnega okraja.

## Demografija
V naselju, katerega izvirno (srbsko-cirilično) ime je Забрђе, živi 42 polnoletnih prebivalcev, pri čemer je njihova povprečna starost 40,8 let (42,8 pri moških in 38,2 pri ženskah). Naselje ima 18 gospodinjstev, pri čemer je povprečno število članov na gospodinjstvo 2,72.
Prebivalstvo je večinoma nehomogeno.
|  |

| Demografija | Demografija     | Demografija     |
| Leto        | Št. prebivalcev | Št. prebivalcev |
| ----------- | --------------- | --------------- |
|             |                 |                 |
|             |                 |                 |
|             |                 |                 |
|             |                 |                 |
| 1948        | 142             |                 |
| 1953        | 249             |                 |
| 1961        | 188             |                 |
| 1971        | 182             |                 |
| 1981        | 101             |                 |
| 1991        | 99              | 94              |
| 2002        | 70              | 49              |
|             |                 |                 |

| Etnična sestava po popisu iz leta 2002 | Etnična sestava po popisu iz leta 2002 | Etnična sestava po popisu iz leta 2002 | Etnična sestava po popisu iz leta 2002 | Etnična sestava po popisu iz leta 2002 |
| -------------------------------------- | -------------------------------------- | -------------------------------------- | -------------------------------------- | -------------------------------------- |
| Srbi                                   | Srbi                                   |                                        | 25                                     | 51,02%                                 |
| Muslimani                              | Muslimani                              |                                        | 24                                     | 48,97%                                 |
| Neznano                                | Neznano                                |                                        | 0                                      | 0,0%                                   |